# Natura 2000-område nr. 112 Lillebælt
 Natura 2000-område nr. 112 Lillebælt består af består af habitatområde H96, ramsarområde R15 og fuglebeskyttelsesområde F47. Natura 2000-området ligger i Haderslev , Kolding, Middelfart og Assens Kommuner, i vandplanoplandene Vandplan 1.11 Lillebælt/Jylland  og Vandplan 1.12 Lillebælt/Fyn . Hele området omfatter ca. 35.043 ha, hvoraf ca. 80 % består af hav og 79 ha ejes af staten.

## Områdebeskrivelse
Lillebælt er et meget varieret havområde med lave og dybe områder, som mod nord indsnævres til en dyb rende med op til 80 meters dybde. Den stærke strøm udsætter kysterne for erosion, og materialet aflejres andre steder som krumodder og strandvolde. Området indeholder tre større beboede øer og 7 holme samt mange store og små kystlaguner, der typisk er opstået ved, at krumoddesystemer har afsnøret en del af havområdet. Lagunerne og strandengene indeholder en varieret flora og fauna og er betydningsfulde overvintrings- og yngleområder for fugle. De vigtigste er Halk Nor, Bankel Sø, Hejls Nor områder på Årø og Bågø, Flægen og Emtekær Nor.
Kystområderne har store forekomster af rigkær, som ofte er udviklet i tilknytning til strandengene, og med en meget artsrig vegetation. Desuden er der forekomster af bl.a. kalkoverdrev og sure overdrev.
Fuglebeskyttelsesområdet er udpeget på baggrund af 10 arter af ynglefugle. Området er især vigtigt for arterne havørn, rørhøg, fjordterne, havterne og dværgterne.
Fem arter af trækkende vandfugle er også en del af udpegningsgrundlaget. Vigtigst er dykænderne edderfugl, bjergand, hvinand og toppet skallesluger, som dog alle er gået tilbage i Lillebælt gennem de senere år.
Marsvin er udbredt, især i områdets nordlige del. Området har historisk været det vigtigste fangstområde af marsvin i Danmark.
Der er udlagt vildtreservater med helt eller delvist adgangs- og jagtforbud ved Gamborg Nor, Hejlsminde Nor, Nørremaj, Årø Kalv, Linderum og Bastholm med Småholme.

## Udpegningsgrundlag for Fuglebeskyttelsesområde nr. 47
- sangsvane (T)
- bjergand (T)
- edderfugl (T)
- hvinand (T)
- toppet skallesluger (T)
- havørn (Y)
- rørhøg (Y)
- plettet rørvagtel (Y)
- engsnarre (Y)
- klyde (Y)
- brushane (Y)
- fjordterne (Y)
- havterne (Y)
- mosehornugle (Y)
- dværgterne (Y)